# Tolga (gemeente)
Tolga is een gemeente in de Noorse provincie Innlandet. De gemeente telde 1620 inwoners in januari 2017. Het gemeentebestuur zetelt in het gelijknamige dorp. Het is een uitgestrekte maar dunbevolkte gemeente.

## Ligging
Tolga ligt in het noorden van Hedmark. De gemeente grenst aan Os in het noordoosten, aan Engerdal en Rendalen in het zuiden en aan Tynset in het westen. De Glomma stroomt door de gemeente. Het noordelijke deel van de gemeente is deel van het Nationaal park Forollhogna.

## Vervoer
De gemeente wordt in het midden doorsneden door de spoorlijn van Trondheim naar Hamar: Rørosbanen. Het dorp Tolga heeft een station met een beperkte treindienst in beide richtingen. De spoorlijn loopt parallel met de Glomma en fylkesvei 30. Fylkesvei 30 is de belangrijkste wegverbinding en geeft in het noorden een verbinding naar Støren waar de weg aansluit op de E6, terwijl naar het zuiden de weg bij Koppang aansluit op riksvei 3. Vanaf het dorp loopt fylkesvei 26 die door het oosten van Hedmark loopt en Tolga verbindt met de Zweedse grens in de gemeente Trysil.

## Plaatsen in de gemeente
Tolga kent nauwelijks dorpen. Naast het hoofddorp Tolga met bijna 600 inwoners zijn Vingelen in het noorden, Hodalen en Holøydalen kernen met een kerk of kapel. Kåsa en Øversjødalen zijn twee plaatsjes langs fylkesvei 26.

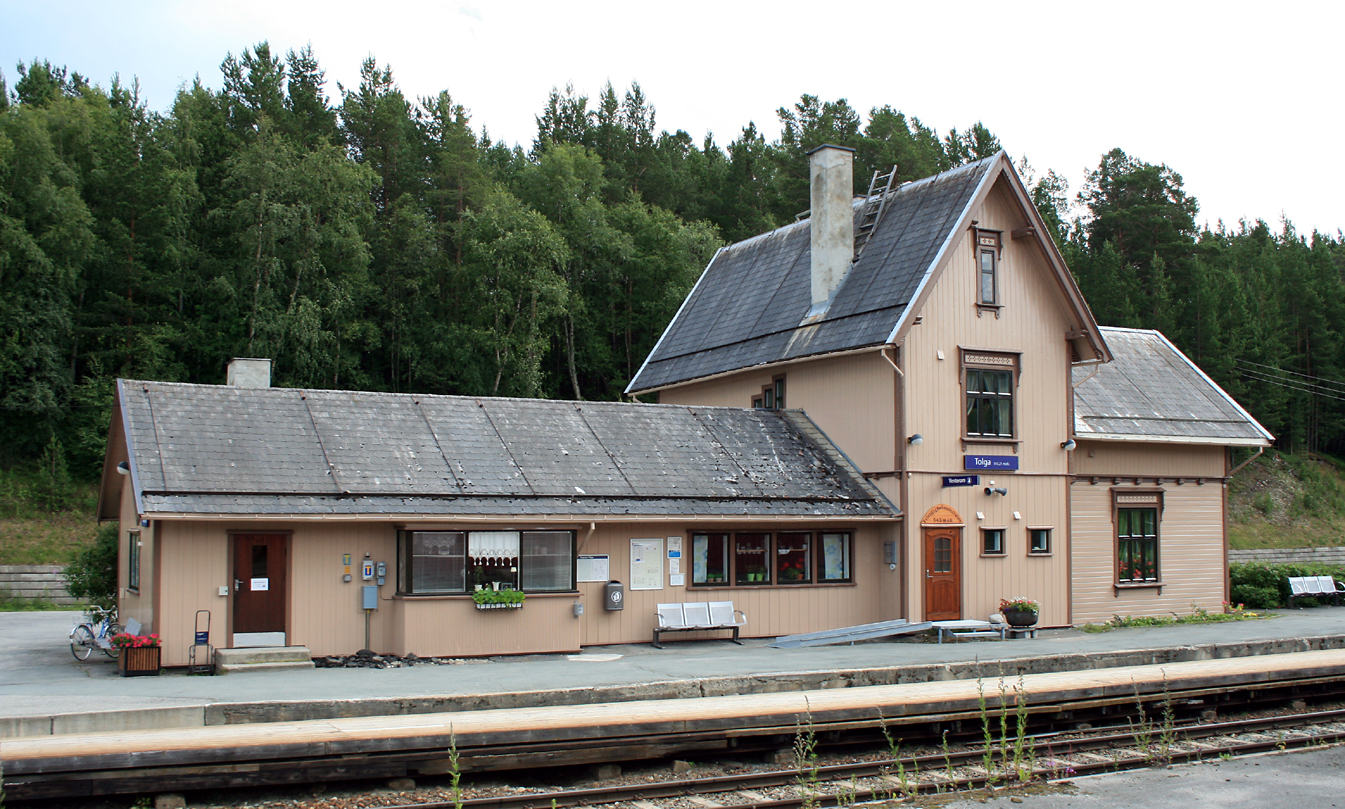
Station in Tolga
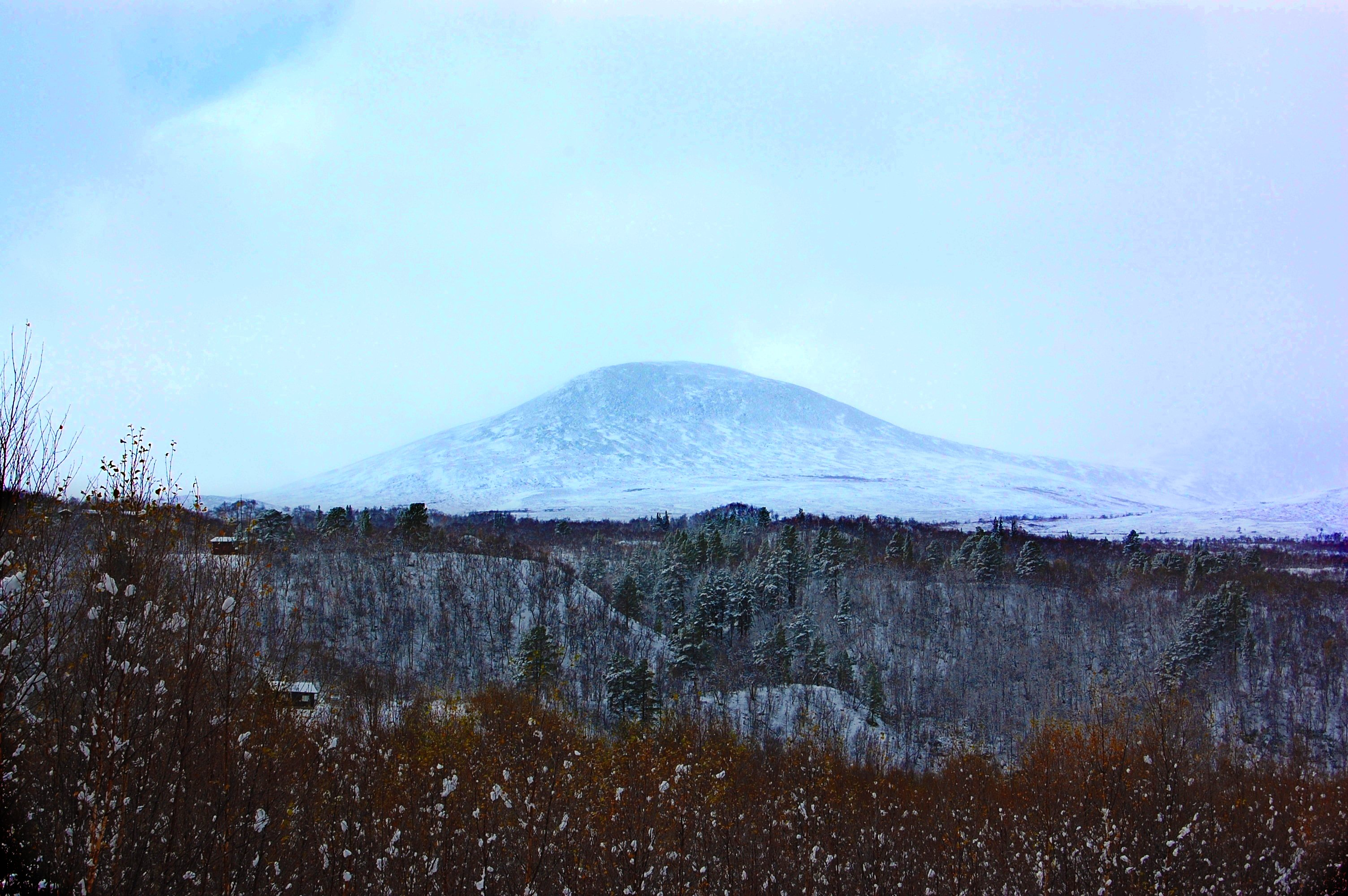
Landschap  met op de achtergrond de berg Elgspiggen
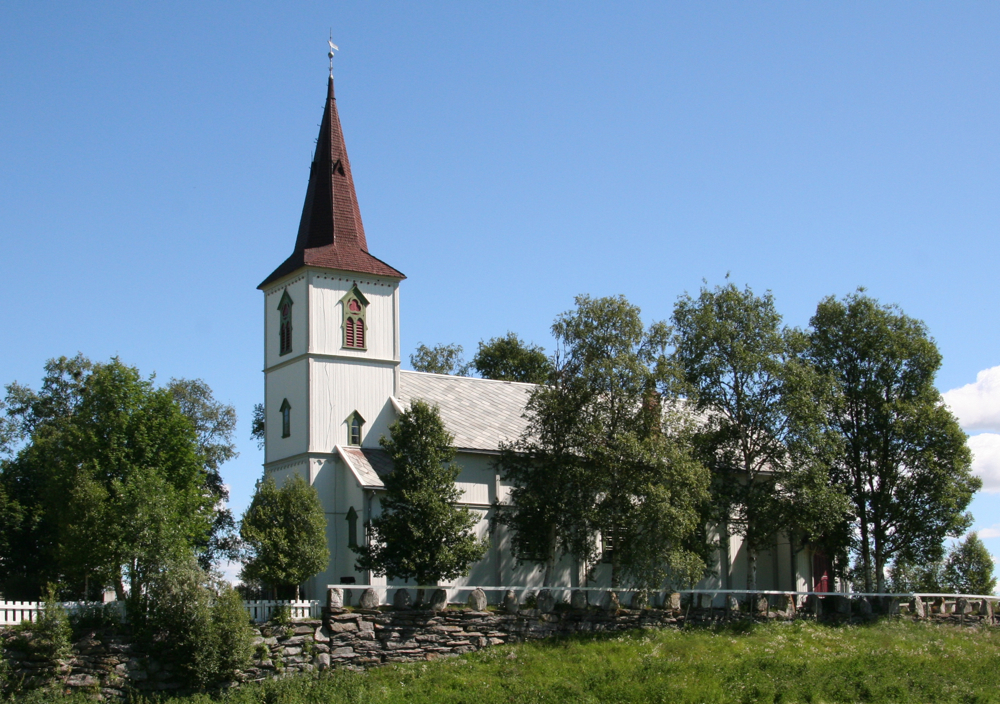
Kerk in Vingelen

Alvdal · Dovre · Eidskog · Elverum ·  Engerdal · Etnedal · Folldal · Gausdal · Gjøvik · Gran · Grue ·  Hamar · Kongsvinger · Lesja · Lillehammer · Lom ·  Løten · Nord-Aurdal · Nord-Fron · Nord-Odal · Nordre Land · Os · Østre Toten · Øyer · Øystre Slidre · Rendalen · Ringebu · Ringsaker · Sel · Skjåk · Stange · Stor-Elvdal · Søndre Land · Sør-Aurdal · Sør-Fron · Sør-Odal · Tolga · Trysil · Tynset · Vågå · Våler · Vang · Vestre Slidre · Vestre Toten · Åmot · Åsnes

Fylker van Noorwegen